# Ржевуский, Михал Флориан
Михал Флориан Ржевуский (в некоторых документах Бейдо-Ржевуский) (ум. 14 октября 1687) — государственный и военный деятель Речи Посполитой, подвоевода львовский (1663), писарь земский львовский (1670—1676), полковник королевский (1674), подскарбий надворный коронный (1684—1687), староста хелмский и новосельский.

## Биография
Представитель польского магнатского рода Ржевуских герба «Кшивда». Старший сын судьи земского львовского Станислава Ржевуского (ум. 1668). Младший брат — стольник подольский Франтишек Казимир Ржевуский (ум. 1683)
С 1663 года — подвоевода львовский. В 1670-1676 годах — писарь земский львовский. В 1674 году получил чин королевского полковника. В 1684 году был назначен подскарбия надворного коронного.
Храбрый рыцарь, принимал участие в многочисленных военных кампаниях при Яне II Казимире (1648—1668), в 1673 году участвовал в Хотинской битве, затем принимал участие в войнах Яна III Собеского против турок-османов и крымских татар.

## Семья
Был трижды женат. До 1662 года первым браком женился на Анне Дзержковне (ум. после 1676 г.), от брака с которой имел четырёх сыновей и двоих дочерей:
- Адам Ржевуский (ум. 1717), ротмистр королевский, каштелян подляшский
- Станислав Матеуш Ржевуский (ум. 1728), гетман великий коронный
- Мориц (Мауриций) Ржевуский (ум. 1699), староста оржеховский
- Юзеф Ржевуский (ум. до 1718), староста ольховецкий, мечник мельницкий
- Эльжбета Феброния (Гелена) Ржевуская (ум. до 1698), жена с 24 июня 1685 года Яна Александра Конецпольского, воеводы серадзского
- Марианна Ржевуская, монашка-бенедиктинка во Львове

Вторично женился на Аниеле (Анне Людвике) Оборской (ум. 1682), дочери Марцина Оборского, воеводы подляшского, от которой имел одну дочь:
- Ангела Ржевуская, жена Стефана Карчевского, сына каштеляна галицкого

В апреле 1683 года в третий раз женился на Анне Потоцкой, дочери каменецкого каштеляна Павла Потоцкого. После смерти своего первого мужа, Михала Флориана Ржевуского в 1687 году, она вышла замуж во второй раз за Каспера Куницкого, подчашего хелмского. От брака с ней имел одного сына и одну дочь:
- Францишек Ржевуский (ум. 1730), полковник войска королевского, староста чулчицкий
- Анна (Элеонора) Ржевуская, жена Кароля Красицкого, каштеляна хелмского